# Остава
Остава — болгарський рок / брит-поп-гурт, заснований у 1991 році в місті Габрово, Болгарія. Група стала широко відомою після 2000 року, коли вийшов їхній дебютний альбом. Нині Остава вважається одним із найкращих сучасних рок-гуртів Болгарії.

## Склад
- Свілен Ноєв — вокал
- Георгі Георгієв — вокал, гітара
- Боян Петков — бас-гітара
- Михаїл Шишков — слайд-гітара
- Александер Марбург — ритм-гітара
- Даніел Іванов — ударні

## Історія

### Створення та ранні роки
Групу засновано в 1991 році студентами Георгі Георгієвим, Бояном Петковим і Драгоміром Дімітровим (ударні).
В 1994 році з’являється перший хіт Остави - Поля от слънчогледи. Наступного року — 1995 — до гурту долучається  Свілен Ноєв, прихід якого приніс нові пісні та новий підхід до їх написання. Він помінявся місцями з Георгі Георгієвим, і група почала грати твори, що писав і співав переважно Ноєв. Однак за Георгієвим залишився головний вокал у деяких піснях. Після приходу Ноєва робиться перша (невдала) спроба запису альбому. Гурт користується незначним успіхом. В 1999 році ударник Даніел Петров заміняє Драгоміра Дімітрова, і вже в цьому складі група пізніше записує свій дебютний диск.

### Пинг-Понг (2000)
Перший повноцінний альбом Остави вийшов лише в 2000 році та отримав переважно схвальні відгуки. Альбом коливається поміж меланхолійними, похмурими баладами та енергійнішими гітарними треками. Гурт швидко завоював популярність, особливо після перемоги пісні Ще дойдеш ли с мен? в номінації «Найкраща альтернативна рок-пісня 2000 року» за версією болгарського музичного телеканалу MM. Другий сингл із цього альбому — Мъничко човече — виходить наступного року та отримує премію в тій же номінації за 2001 рік. На час виходу дебютного альбому Остава вже регулярно виступала на різноманітних заходах у Болгарії.

### След любов по време на война (2002)
Друга платівка, яку видано в 2002 році, показує подальший розвиток та вдосконалення пісень Ноєва та гітарної гри Георгієва. До групи долучився обдарований мультиінструменталіст Михаїл Шишков, додавши гуртові зрілості. Найпопулярніші пісні з альбому — Красиви хора і Мини тяло, хоча вони не досягли настільки великого успіху, як попередні хіти. Альбом було сприйнято дуже добре. Він закріпив славу Остави як болгарської рок-групи, гідної уваги. До того часу гурт уже мав багато серйозних і відданих шанувальників.

### Любов по време на война (Live - 2003)
У 2003 році гурт грає великий концерт, запис якого пізніше випущено як альбом. Платівка номінується телеканалом ММ як «Найкращий альтернативний рок-альбом 2003 року». Найвідоміші синґли — Огледало та Изтъркан момент.

### Моно (2004)
У 2003 відбулась чергова зміна складу. Ударник Даніел Петров залишив Оставу та Болгарію. Його замінив Владімір Васильєв, який зробив собі ім’я, граючи в болгарському електронному гурті Animacionerite. Разом із ним гурт продовжив запис третього студійного альбому. Проте через рік Петров повернувся, і Васильєв змушений був піти.
У 2004 році видано синґл Шоколад, що мав великий успіх. Пісня трималась шість тижнів на першому місці в «Топ-100 Болгарії», отримала нагороду за «найкращу альтернативну рок-пісню 2004 року» і на БГ Радио — БГ ПЕСЕН 2005 року.
Альбом Моно, що містить 11 композицій, випущено в грудні 2004. Найвизначніші пісні — Шоколад, Моно, Понеделник, а також Merci beaucoup, Елвис Радио та Един ден. За визначенням Ноєва, звук альбому був «далеко від меланхолії, з якою зазвичай асоціюють Оставу». Дійсно, Моно містить декілька запам’ятовуючихся софт-рокових композицій, що мають небагато спільного з недосвідченим екзистенціалізмом більш ранніх робіт.
Тим не менше, і ця платівка отримала захоплені відгуки, а синґли Моно - Понеделник та особливо Шоколад дісталися верхівок болгарських чартів.

### Rock'n'Roll Song Designers? (2008)
У 2007 році випущено перший синґл з нового альбому — Sex in the Morning. Додатковий мастеринґ було виконано шестикратним номінантом Grammy Бредом Блеквудом. Трек дістався верхівок багатьох рок- та альтернативних хіт-парадів у Болгарії та був дуже добре сприйнятий фанами й пресою. За цим послідувало запрошення з телеканалу ММ виконати пісню наживо на церемонії Annual Music Awards 2007 року. Також почали надходити пропозиції від іноземних гуртів щодо майбутніх спільних виступів із Остава на концертах. На цю композицію також було відзнято відеокліп.
Другий синґл — Baby — з’явився в березні 2008 року. Відео на цю пісню знімав Васіл Стефанов, що співпрацює із Остава протягом багатьох років та створив багато вдалих кліпів гурту. Вже через кілька днів після виходу композиція очолила тижневий хіт-парад однієї з найбільших рок-радіостанцій Болгарії — zRock.
Новий альбом було видано 19 червня. Це перша англомовна платівка гурту — із 11 пісень лише одна (Паралелен свят) виконується болгарською.
Протягом 2000—2005 років гурт неодноразово номінувався як «Гурт року» на радіостанції БГ Радио та музичному телеканалі ММ.

## Дискографія

### Студійні альбоми
- 2000 Пинг Понг (Рива Саунд Рекърдс)
- 2002 След любов по време на война (Старс Рекърдс)
- 2003 Любов по време на война (Live - 2003) (Старс Рекърдс / Стейн Студио)
- 2004 Моно (Старс Рекърдс / Стейн Студио)
- 2008 Rock'n'Roll Song Designers? (Вирджиния Рекърдс)